# Deparia okuboana
Deparia okuboana är en majbräkenväxtart som först beskrevs av Mak., och fick sitt nu gällande namn av Masahiro Kato. Deparia okuboana ingår i släktet Deparia och familjen Athyriaceae. Inga underarter finns listade.